# Římskokatolická farnost Ervěnice
Římskokatolická farnost Ervěnice (lat. Seestadium) je zaniklá církevní správní jednotka sdružující římské katolíky v Ervěnicích a okolí. Organizačně spadala do krušnohorského vikariátu, který je jedním z deseti vikariátů litoměřické diecéze.

## Historie farnosti
Již roku 1363 byla v místě plebánie. Matriky jsou vedeny od roku 1677. Roku 1784 byla v místě zřízena lokálie a od roku 1831 expozitura k farnosti Nové Sedlo nad Bílinou.
Farnost existovala do 31. prosince 2012 jako součást jirkovského farního obvodu. Od 1. ledna 2013 zanikla sloučením do farnosti – děkanství Most – in urbe.

### Duchovní správcové vedoucí farnost
Začátek působnosti jmenovaného v duchovní správě farnosti od:
- 1371   Stephanus Niclas
- 1406   Joannes ze Rvěnic
- 1748   cap. Paulus Griesbach, n. Albrechtice f. Dětrichov
- 1760   cap. resid. Math. Peczeny, n. 1731, † 7. 9. 1799
- 1784   cap. loc. Procop. Maier, n. 11. 6. 1747 Grapen, o. 27. 2. 1774, † 31. 3. 1829
- 1792   cap. loc. Christoph. Burian, n. 26. 5. 1754 Vrbice, o. 30. 5. 1781, † 16. 2. 1829
- 1811   cap. exposit. Jos. Dobiasch, n. 28. 10. 1784 Radovesice, o. 30. 8. 1808, † 25. 8. 1832
- 1820   cap. exposit. Franc. Rosenlacher, n. 22. 2. 1792 Bahbetens. o. 15. 8. 1816, † 18. 7. 1861
- 1838   cap. exposit. Wenc. Klee, n. 11. 11. 1794 Seestadtl, o. 30. 8. 1819, † 6. 10. 1866
- 1842   cap. exposit. Joann. Hollauer, n. 1. 5. 1783 Prag., o. 24. 10. 1805
- 1845   cap. exposit. Car. Mayer, n.  4. 5. 1814 Plochens., o. 3. 8. 1838
- 1853   cap. exposit. Jos. Boehm, n. 10. 3. 1819 Radonice, o. 25. 7. 1843
- 1860   cap. exposit. Vinc. John, n. 14. 10. 1822 Schüttenitz, o. 4. 7. 1848, † 8. 10. 1887
- 1869   cap. exposit. Bernard Jahn, n. 8. 12. 1840 Deuzendorf, o. 30. 6. 1864, † 5. 7. 1918
- 1877   cap. exposit. Guilielm. Müller, n. 24. 1. 1843 Osegg, o. 15. 7. 1867, † 12. 11. 1892
- 1888   cap. exposit. Jos. Horner, n. 22. 9. 1844 Pontens., o. 20. 7. 1869, † 27. 1. 1934
- 1890   cap. exposit. Frideric. Pabst, n. 16. 2. 1858 Minichhof, o. 24. 8. 1882, † 15. 6. 1934
- 1934   cap. exposit. Alphons. Ramisch, n.  9. 8. 1902 Wallach, o. 11. 7. 1926, † 31. 8. 1957
- 1935   cap. exposit. Rud. Löffler, n.  28. 6. 1902 Bunzendorf, o. 29. 6. 1929, † 29. 4. 1978
- 1938   cap. exposit. Joann. Pilz, n. 30. 9. 1914 Georgswalde, o. 27. 6. 1937, †  28. 4. 1996
- 1941   cap. exposit. Libor. Pollak, n. 28. 12. 1909 Oelhütten, o. 28. 6. 1936, † 17. 5. 1998
- 15. 5. 1941 cap. exp. Reinhold. Czejarek, n. 16. 9. 1910 Hindenburg, o. 27. 6. 1937, † 12. 7. 1972
- 15. 4. 1944 cap. exp. Joann. Schrenk, n. 22. 4. 1911 Settenz, o. 29. 10. 1940, Exil. 1946 Hiberniam
- 1. 7. 1946 Car. Titzler
- 1. 11. 1950  Antonín Blaha
- 1. 3. 1951  Josef Hádek, admin.
- 1. 6. 1954  František Kočička
- 1. 8.  1961  František Kolář
- 1. 8.  1964   Stanislav Rozkopal
- 1. 8.  1982   František Tomšík
- 1. 10. 2004 – 31. 12. 2012 Miroslav Dvouletý, admin. exc. z Jirkova[3]

Kromě kněží stojících v čele farnosti, působili ve farnosti v průběhu její historie i jiní kněží. Většinou pracovali jako farní vikáři, kaplani, katecheté, výpomocní duchovní aj.

## Území farnosti
Do farnosti náleželo území obcí:
- Ervěnice (Seestadtl)[p 2] s obcemi Dřínov (Bartelsdorf)[p 2] a Pohlody (Pahlet)[p 2].

## Římskokatolické sakrální stavby a místa kultu na území farnosti
| | Stavba                             | Místo                              | Bohoslužby                         | Zeměpisné souřadnice               | Status                             | Wikidata                           |                                    |
| Zaniklý kostel a kaple ve farnosti | Zaniklý kostel a kaple ve farnosti | Zaniklý kostel a kaple ve farnosti | Zaniklý kostel a kaple ve farnosti | Zaniklý kostel a kaple ve farnosti | Zaniklý kostel a kaple ve farnosti | Zaniklý kostel a kaple ve farnosti | Zaniklý kostel a kaple ve farnosti |
| --- | ---------------------------------- | ---------------------------------- | ---------------------------------- | ---------------------------------- | ---------------------------------- | ---------------------------------- | ---------------------------------- |
| 1. | Kostel sv. Jakuba Většího          | Ervěnice                           | nelze sloužit                      | 50°30′53″ s. š., 13°31′52″ v. d.   | zbořený farní kostel               | (Q82738764)                        |                                    |
| 2. | Kaple sv. Jana Nepomuckého         | Dřínov                             | nelze sloužit                      | 50°32′27″ s. š., 13°30′31″ v. d.   | zbořená kaple                      | —                                  |                                    |
| 2. | Kaple sv. Anny                     | Dřínov                             | nelze sloužit                      | 50°31′59″ s. š., 13°30′45″ v. d.   | zbořená kaple                      | —                                  |                                    |
| Některé drobné sakrální stavby a pamětihodnosti lze dohledat zde v databázi Drobné sakrální památky Zaniklé sakrální stavby lze dohledat zde v databázi Poškozené a zničené kostely, kaple a synagogy v České republice |                                    |                                    |                                    |                                    |                                    |                                    |                                    |

Ve farnosti se mohly nacházet i další drobné sakrální stavby, místa římskokatolického kultu a pamětihodnosti, které neobsahuje tato tabulka.